# 鈴木香雨
鈴木 香雨（すずき こうう、1890年〈明治23年〉11月3日 - 1979年〈昭和54年〉8月24日）は、東京都出身の書家。名は謹爾、字は子謙、号は香雨。四男の鈴木史楼は書道史家・評論家。長女の小香は書家。孫の春々香（小香の長女）の夫は歴史学者の鐘江宏之。

## 経歴・業績
1890年、東京浅草に父菊蔵、母むげの長男として生まれる。逓信省勤務の父の同僚であった書家近藤雪竹の影響もあり、書に興味を抱く。
1902年、東京府第一中学校（現・都立日比谷高等学校）に入学。丹羽海鶴に師事。在学二年生の折、丹羽先生の推挙により、巖谷一六先生の葬儀に勲章を捧持し参列。兄弟弟子には、田代秋鶴、鈴木翠軒がいる。のちに島村節庵に学ぶ。寺内正毅元帥の秘書官だった島村先生に推されて朝鮮総督府属官として上奏文浄写を専任する。
1916年、文部省習字科教員検定試験（文検）合格。
1917年、日下部鳴鶴の門に入る。以来、書に貢献する功績は枚挙に遑がないが、特筆すべきは、大正天皇大礼記録謹書、及び『透視式説明 書道要訣』を執筆し、書道研究上に一大革新を与え、宮内庁及び各宮家の御買上を賜わる。
その後、決意するところあり、一切の中央書壇に関与しなかった。
1945年、京華学園の書道教諭に就任。大和書道院主宰。機関誌『和光』発行。
1951年、文部省検定教科書筆者となる。
1962年、京華学園退職。
以後、大和書道院にて門下生の訓育に努める。
三井銀行・第一勧業銀行・三井石油・同造船・同鉱山・同不動産・朝日火災・日本団体生命など十指をこえる職場の書道部を指導。
関係団体：日本書道連盟参与、全日本教育書道協会総務、全国高等学校書道研究会常任理事、社団法人日本学生書道振興会参与、中華民国芸苑評選員 

## 著作
- 『四體千字文  眞行草隷』精華堂書店、1920

- 『書道大鑑』鈴木香雨・中村素堂共著、教文社、1928.6

- 『五体活用字くづし新辭典』京文社書店、1928.8

- 『新式ペン字辞典』国語研究会編 ; 鈴木香雨編書、廣文社、1931.7

- 『新式五体字引』洛東書院、1932.11

- 『圖解説明書道大傳』東京書院、1933.10

- 『書道通解 図觧説明』国民書道院、1933.11

- 『透視式書道要訣』東京書院、1934.3

- 『透視式図解書道指南』東京書院、1935.2

- 『書體字典』京文社書店、1935.8

- 『国民書鑑』鈴木香雨・関雪舟共著、国民書学院、1936

- 『日本名詩抄』国民書学院、1936.4

- 『書道教本』忠誠堂、1937.5

- 『國民書道教本』國民書學院、1937.5

- 『学書指針』外山泰雨、1942.9

- 『五體字彙』東京書院、1955.1

- 『小学校国語科かきかた』1ねん・2ねん・第3学年用・第4学年用・第5学年用・第6学年用、中等教育研究会、1951.6

- 『小学校国語科書きかた』1ねん・2ねん・第4学年用・第5学年用・第6学年用、中等教育研究会、1952

- 『かきかた』小学校国語科1ねん、2ねん 、3年、中等教育研究会、1953.7

- 『ペン字上達の手引』至誠書院 、1952

- 『上手なペン字の書き方―独習本位』鈴木香雨・斎藤渓石共著、文海堂、1957

- 『ペン字文書実務書道教典―同時同業法実践書式』文海堂、1958

- 『新時代のはがきと手紙の書き方３６５日』鈴木香雨・大庭保夫・芝木敬子共著、文海堂、1960

- 『五體千字文』文海堂、1966.1

- 改版増補版『五體字彙』鈴木香雨・井上千圃共著、東京書院、1967.11

- 『新選五體字鑑』秀峰堂、1967

- 『楷書和漢名詩選』文海堂、1968

- 『たのしい書道 お母さんといっしょに』文海堂、1968

- 『用筆法図解　篆書隷書二体書鑑』文海堂、1969.12

- 『書道入門全書』文海堂、1970.12

- 『鳴鶴翁三體千字文』鈴木香雨・鈴木史楼解説、文海堂、1971

- 『現代書道講座』文海堂、1971

- 『楷書の指針』文海堂、1971.6

- 『孔子廟堂碑 臨書入門 用筆法図解』文海堂、1972

等

## 主な作品
- 『前赤壁賦』

- 『江上吟』

- 『春風馬提曲』

- 『帰去来辞』

- 『東照宮遺訓』

- 霞ヶ関ビル「越後屋発祥の地」由来プレート（霞ヶ関ビルディング内）

- 銀座4丁目「和光」文字 (登録商標)

- 『徳三宝先生頌徳碑』（篆額は旧薩摩藩主・島津忠重氏）